# Wolfgang Maier-Preusker
Wolfgang Maier-Preusker (* 22. April 1948 in Heidelberg) ist ein deutscher Kunsthistoriker, spezialisiert auf Niederländische Malerei des 17. Jahrhunderts und klassische Moderne.

## Leben
Wolfgang Maier-Preusker studierte nach einer Bankausbildung Wirtschaftswissenschaften und Kunstgeschichte und promovierte. Er heiratete 1975 Angelika Preusker, Tochter des früheren Bundesministers und Privatbankiers Victor-Emanuel Preusker, und hat  zwei Kinder. Er ist seit 1990 Professor für Kunstgeschichte und Kunstdokumentation und war ab 1999 Vorsitzender des Wissenschaftlichen Beirates der Götz Management Holding AG. Seit 2006 ist er Vorstand für Artbanking bei der Maecenas Group.

## Weitere Tätigkeiten
- Manager und Kurator für die Maecenas-Museums-Sammlung (seit 1993)
- Präsident der Deutsch-Paraguayischen Gesellschaft von 1989 bis 1996, danach Ehrenpräsident bis zur Auflösung der Gesellschaft 2009.

## Werke (Auswahl)
- Anthonis van Dyck 1599–1641, wissenschaftliche Dokumentation zu dem Brustbild Knabe mit lockigem Haar, 2001
- Peter Sengl – Blick ins Museum, Aufsätze verschiedener Autoren zu Peter Sengl mit einem Index seiner Werke in öffentlichen Sammlungen und Register der wichtigsten Ausstellungen, 2002
- Kees van Dongen Biographische Notizen und Dokumentation der Lithographien von 1901 zu: l'assiette au beurre, 2002
- Ernst Barlach Biographische Notizen und Dokumentation der Holzschnitte zu J. W. Goethe Walpurgisnacht, Maecenas-Museum-Sammlung und dto. zum Drama Der Findling, 2002 bzw. 2003
- Ernst Ludwig Kirchner, Biographische Notizen und Dokumentation der Holzschnitte zu den Erzählungen von J. Bosshart im Bestand der Maecenas-Museum-Sammlung, 2003
- Eduard Bargheer Biographische Notizen und Dokumentation der Original-Holzschnitte von Bargheer in der Reihe Grafik Hamburger Maler von 1935, 2003
- Salvador Dalí, Ausstellungskatalog mit graphischen Arbeiten aus dem Bestand der Maecenas Sammlung, 2003
- Katalog der graphischen Werke von Marc Chagall in der Edition DLM 1950–1982. Wissenschaftliche Dokumentation, 2004
- Hommage an Dalí. 100 Grafiken zum 100. Geburtstag. Dali als Illustrator zu literarischen Texten.  Begleitkatalog zur Ausstellung mit graphischen Arbeiten aus dem Bestand der Maecenas Museum Sammlung, 2004
- Jan B. de Gheyn (Ende 17. Jahrhundert), Dokumentation zu dem Gemälde Urteil des Paris von 1689, 2009
- Van der Werff (Ende 17. Jahrhundert), Dokumentation zu dem wiedergefundenen Gemälde Maria auf den Wolken knieend, 2009